# Felip Cabeza Coll
Felip Cabeza Coll (Tarragona, 8 de novembre de 1894 - Reus, 13 de novembre de 1939) va ser un advocat i periodista català.
Llicenciat en Dret a la Universitat de Barcelona, s'instal·là a Reus a l'acabar la carrera, amb despatx propi i actuant de procurador dels tribunals. D'ideologia catòlica tradicionalista, va ser militant carlista i organitzà el Requetè a la comarca. Va pertànyer a diverses organitzacions catòliques reusenques i col·laborà intensament al Semanario Católico de Reus i a El Radical: semanario tradicionalista. Va ser vicepresident de l'Associació de la Premsa de Reus. El 1931 va participar en les interessants "Converses sobre temes d'interès local" celebrades al Centre de Lectura amb una ponència sobre beneficència, on defensava la beneficència privada. Immediatament després de la guerra va ser nomenat interventor del Centre de Lectura, juntament amb Joan Fatta. Va ser regidor el 1939 amb l'alcalde José M. Fernández de Velasco fins a la seva mort. Va publicar Actuació dels tradicionalistes dintre del camp catòlic, una conferència donada el 1915.